# Porolabium
Porolabium là một chi thực vật có hoa trong họ, Orchidaceae.